# Bandiera del Brasile

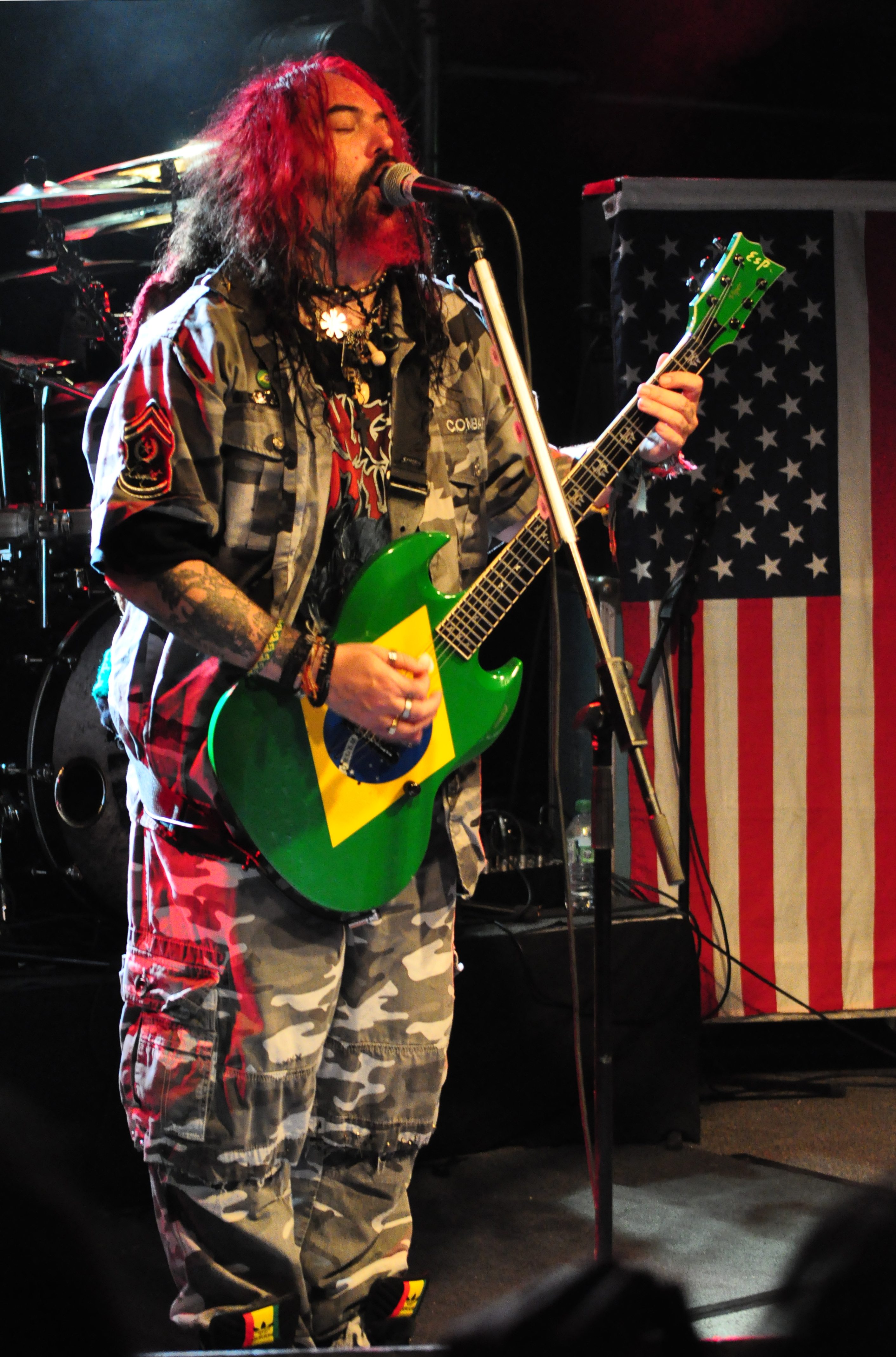
Max Cavalera, frontman dei Soulfly, ex Sepultura, mentre si esibisce con una Chitarra personalizzata con la Bandiera Brasiliana.

La bandiera del Brasile fu adottata il 19 novembre 1889. Fu ideata da Raimundo Teixeira Mendes con la collaborazione di Miguel Lemos e di Manuel Pereira Reis. Il disegno è di Décio Villares.
La bandiera è verde con un rombo color oro al centro che ricorda i colori della bandiera imperiale. Al centro del rombo figura un cerchio blu a rappresentare una sfera, che contiene delle stelle bianche di cinque dimensioni differenti; una banda bianca fa da equatore di detta sfera e reca inscritto il motto nazionale del Paese, «Ordine e progresso» (in portoghese Ordem e Progresso). Le costellazioni che figurano nella bandiera nazionale corrispondono al cielo sopra Rio de Janeiro, alle 8:30 del 15 novembre 1889 e devono essere considerate come viste da un osservatore situato al di fuori della sfera celeste. La bandiera è nota come A Ouroverde, portoghese per la Verde-oro.

## Simbologia
Ci sono due versioni riguardo alla simbologia dei colori nazionali del Brasile (verde e giallo). Secondo alcuni sono una rappresentazione delle ricchezze naturali della nazione. Il verde rappresenta l'esuberanza della Foresta Amazzonica, mentre il rombo giallo rappresenta le riserve d'oro del paese (il Brasile aveva un tempo le più grosse miniere d'oro del mondo, specie nello stato di Minas Gerais). Dal 1500 al 1900, dal territorio brasiliano venne estratto più oro di quanto non ne esistesse nel resto del mondo.
Altri ritengono che il verde rappresenti la famiglia reale di Braganza di Pietro I, il primo imperatore del Brasile; che il giallo invece rappresenti la Casa d'Asburgo della moglie di Pietro I, Leopoldina.
La differenza tra la vecchia bandiera imperiale e l'attuale bandiera repubblicana sta nello stemma reale, che venne sostituito da un cerchio blu che riproduce il cielo sopra Rio de Janeiro il mattino del 15 novembre 1889, il giorno della Dichiarazione della Repubblica. Ognuna delle 27 stelle rappresenta uno stato differente e il Distretto Federale. Il numero di stelle cambia con la creazione di nuovi stati; originariamente erano 21.
La stella che rappresenta il Distretto Federale è Sigma Octantis, detta anche Polaris Australis ovvero la Stella Polare dell'emisfero australe la cui posizione vicino al polo sud celeste la rende visibile — pur se con difficoltà per la scarsa luminosità — da tutta la nazione, in ogni giorno e a ogni ora. Questo fatto dà alla stella, che è intesa rappresentare la capitale brasiliana, un significato speciale.
Il motto «Ordem e Progresso» (Ordine e progresso) è ispirato al motto del positivismo di Auguste Comte: «L'Amour pour principe et l'Ordre pour base; le Progrès pour but» ("L'amore come principio e l'ordine come base; il progresso come scopo").
L'attuale bandiera e insegna nazionale del Brasile vennero adottate l'11 maggio 1992.

## Le stelle

Le stelle sulla bandiera.

Al centro della bandiera si trova la costellazione della Croce del Sud (numero 6 dell'immagine); poco più a sud si trova la stella polare australe (σ Octantis) (numero 7), che rappresenta il Distretto Federale.
Le stelle e le costellazioni riportate, in ordine, sono:
1. Procione (α Canis Minoris);
2. Il Cane Maggiore (Canis Maior) (la stella principale è Sirio);
3. Canopo (α Carinae);
4. Spica (α Virginis);
5. L'Idra (Hydra);
6. La Croce del Sud (Crux);
7. Sigma Octantis (σ Octantis; Polaris Australis);
8. Il Triangolo Australe (Triangulum Australe);
9. Lo Scorpione (Scorpius).

## Bandiere storiche

Bandiera del Brasile olandese (1630-1654)
Bandiera del Principe del Brasile (1645-1815)
Bandiera del Regno Unito di Portogallo, Brasile e Algarve (1815-1825)
Bandiera del Brasile, parte del Regno Unito (1816-1822)
Bandiera del Principe reggente del Brasile (1822), con corona portoghese
Bandiera dell'Impero del Brasile (1822-1870), con 19 stelle
Bandiera dell'Impero del Brasile (1853-1889), con 20 stelle
Bandiera della Repubblica degli Stati Uniti del Brasile (1889)
Bandiera della Repubblica Federale del Brasile (1889-1960), con 21 stelle
Bandiera della Repubblica Federale del Brasile (1960-1968), con 22 stelle
Bandiera della Repubblica Federale del Brasile (1968-1992), con 23 stelle
Bandiera della Repubblica Federale del Brasile, con 27 stelle